# Steve Parkin
Steve Parkin (Mansfield, 7 novembre 1965) è un allenatore di calcio ed ex calciatore inglese, di ruolo difensore.

## Carriera

### Giocatore
Esordisce tra i professionisti all'età di 17 anni nella stagione 1982-1983, in cui gioca 2 partite nella prima divisione inglese con lo Stoke City, a cui aggiunge un'ulteriore presenza nella stagione successiva; è di fatto solamente dalla stagione 1984-1985, peraltro conclusasi con la retrocessione delle Potteries in seconda divisione, che inizia a giocare con maggiore regolarità, disputando 13 partite. Rimane poi in squadra per altre quattro stagioni, tutte in seconda divisione, nelle quali gioca complessivamente 97 partite di campionato (in particolare è titolare fisso nel biennio 1986-1988 in cui gioca 81 partite, mentre vede il campo con minor frequenza nelle altre due stagioni trascorse in rosa).
Nell'estate del 1989 si trasferisce al West Bromwich, con cui tra il 1989 ed il 1991 gioca in totale 39 partite in seconda divisione, a cui aggiunge ulteriori 9 partite in terza divisione nella stagione 1991-1992. Va quindi a giocare al Mansfield Town, club della sua città natale, militante in terza divisione; nella sua prima stagione in squadra arriva una retrocessione in quarta divisione, categoria nella quale gioca fino al termine della stagione 1995-1996. Nella stagione successiva diventa allenatore del club, incarico che mantiene per tre stagioni, nelle quali formalmente risulta ancora in rosa anche come calciatore pur non giocando ulteriori partite di campionato con gli Stags.
In carriera ha totalizzato complessivamente 238 presenze e 10 reti nei campionati della Football League.

### Allenatore
Al termine del suo triennio da allenatore del Mansfield Town viene ingaggiato dal Rochdale, altro club di quarta divisione, con cui rimane per due stagioni conquistando rispettivamente un decimo ed un ottavo posto in classifica. Il 9 novembre 2001 si dimette ed il giorno stesso viene ingaggiato dal Barnsley, in seconda divisione, venendo però esonerato il 15 ottobre 2002. Il 31 dicembre 2003, dopo quasi un anno e mezzo di inattività, fa ritorno al Rochdale: nella sua prima stagione migliora i risultati del club riuscendo a conquistare un ventunesimo posto in classifica, sufficiente per il mantenimento della categoria, mentre nel biennio seguente conquista rispettivamente un nono ed un quattordicesimo posto in classifica. Viene poi esonerato il 16 dicembre 2006. Negli anni successivi lavora come vice di Phil Parkinson in tutti i vari club allenati da quest'ultimo, dopo l'esonero del quale il 15 marzo 2010 per una singola partita prende anche il posto come allenatore ad interim dell'Hull City.

## Palmarès

### Giocatore

#### Competizioni giovanili
- FA Youth Cup: 1

Stoke: 1983-1984

### Allenatore

#### Competizioni regionali
- Lancashire Senior Cup: 1

Rochdale: 2004-2005